# Party Never Ends
Albums de Inna
I Am the Club Rocker
(2011)
Party Never Ends est le troisième album studio de la chanteuse roumaine Inna. Il n'est pas encore sorti en France.
Son album est produit par Play & Win, Steve Mac, DJ Frank E, soFLY & Nius, Lucas Secon, The Insomniax, Thomas Troelsen, Orange Factory Music, METI™ et Shermanology.
En attendant Party Never Ends, Inna a fait son Inna Show où elle a chanté ses plus grands titres et des inédits. L'édition standard de Party Never Ends comportera 18 titres (16 titres et 2 en bonus) et l'Édition Deluxe, deux CD (le 1er comporte 15 titres et 3 bonus et le 2e CD, 7 titres avec des remix) comportant au total 22 titres (sans les remix).
Son premier single est Caliente et a atteint plus de 7 millions de vues sur YouTube. Le deuxième single est Crazy Sexy Wild (Tu Si Eu dans sa version roumaine), qui lui, a atteint les 5 millions de vues. Les deux singles sont simplement sortis en Roumanie pour promouvoir la sortie de l'album. Ok est le premier single sorti en France depuis 2011 pour annoncer le retour d'INNA dans le pays.
More Than Friends est le premier single officiel international de l'album en duo avec  Daddy Yankee. Le clip a été tourné en été 2012 et a été mis en ligne en janvier 2013. Il a atteint plus de 11 millions de vues sur YouTube. Il est sorti sur Itunes Store le 15 avril. D'autres titres comme INNdiA, J'Adore ou Alright ont été révélés auparavant.
Be My Lover est le deuxième single international de l'album. C'est une reprise du célèbre titre du groupe La Bouche, reprenant uniquement le refrain Be My lover et le titre de la chanson.
Dame Tu Amor est le troisième single de l'album en featuring avec le groupe Reik. Le single est seulement sorti au Mexique.
In Your Eyes est le troisième single international. En featuring avec Yandel du groupe Winsin y Yandel, le clip comptabilise plus de 500 000 vues en un jour seulement. Il a atteint les 32 500 000 de vue 5 mois après sa sortie.

## Liste des Titres
| 1.    | In Your Eyes                           | Steve Mac                                      | 2:48 |
| 2.    | We Like to Party                       | Play & Win                                     | 3:50 |
| 3.    | More Than Friends (feat. Daddy Yankee) | DJ Frank E                                     | 3:57 |
| 4.    | Be my Lover                            | Afrojack & METI                                | 3:34 |
| 5.    | Dame Tu Amor (feat. Reik)              |                                                | 3:16 |
| 6.    | Take Me Down to Mexico                 | Emile Ghantous for The Insomniax, and Blackjak | 4:08 |
| 7.    | Famous                                 |                                                | 3:32 |
| 8.    | Take It Off                            | Lucas Secon                                    | 3:31 |
| 9.    | Tonight                                | Secon, Pete Hofmann                            | 3:43 |
| 10.   | J'Adore                                | Play & Win                                     | 3:16 |
| 11.   | Caliente                               | Play & Win                                     | 3:21 |
| 12.   | Crazy Sexy Wild                        | Play & Win                                     | 3:06 |
| 13.   | INNdiA (feat. Play & Win)              | Play & Win                                     | 3:35 |
| 14.   | Ok                                     | Play & Win                                     | 4:19 |
| 15.   | Live Your Life                         | Play & Win                                     | 3:09 |
| 16.   | Party Never Ends                       | Play & Win, Shermanology                       | 3:18 |
| 55:09 |                                        |                                                |      |

| Deluxe edition bonus disc[réf. nécessaire] | Deluxe edition bonus disc[réf. nécessaire] | Deluxe edition bonus disc[réf. nécessaire] | Deluxe edition bonus disc[réf. nécessaire] | Deluxe edition bonus disc[réf. nécessaire] | Deluxe edition bonus disc[réf. nécessaire] | Deluxe edition bonus disc[réf. nécessaire] | Deluxe edition bonus disc[réf. nécessaire] | Deluxe edition bonus disc[réf. nécessaire] | Deluxe edition bonus disc[réf. nécessaire] |
| No                                         | Titre                                      | Producteur(s)                              | Durée                                      |                                            |                                            |                                            |                                            |                                            |                                            |
| ------------------------------------------ | ------------------------------------------ | ------------------------------------------ | ------------------------------------------ | ------------------------------------------ | ------------------------------------------ | ------------------------------------------ | ------------------------------------------ | ------------------------------------------ | ------------------------------------------ |
| 1.                                         | Fall in Love/Lie                           | Vlad Lucan                                 | 3:57                                       |                                            |                                            |                                            |                                            |                                            |                                            |
| 2.                                         | World of Love                              | Mark Sixma                                 | 3:46                                       |                                            |                                            |                                            |                                            |                                            |                                            |
| 3.                                         | I Like You                                 | METI                                       | 3:16                                       |                                            |                                            |                                            |                                            |                                            |                                            |
| 4.                                         | Shining Star                               | Play & Win, Shermanology                   | 3:00                                       |                                            |                                            |                                            |                                            |                                            |                                            |
| 5.                                         | Alright                                    | Play & Win                                 | 4:30                                       |                                            |                                            |                                            |                                            |                                            |                                            |
| 6.                                         | Boom Boom (feat. Brian Cross)              |                                            | 3:05                                       |                                            |                                            |                                            |                                            |                                            |                                            |
| 7.                                         | Tu şi Eu                                   | Play & Win                                 | 3:06                                       |                                            |                                            |                                            |                                            |                                            |                                            |
| 8.                                         | Light Up (feat. Reik)                      |                                            | 3:16                                       |                                            |                                            |                                            |                                            |                                            |                                            |
| 9.                                         | Energy                                     |                                            | 2:46                                       |                                            |                                            |                                            |                                            |                                            |                                            |
| 82:41                                      |                                            |                                            |                                            |                                            |                                            |                                            |                                            |                                            |                                            |

| International edition, | International edition,                 | International edition,                                  | International edition, | International edition, | International edition, | International edition, | International edition, | International edition, | International edition, |
| No                     | Titre                                  | Producteur(s)                                           | Durée                  |                        |                        |                        |                        |                        |                        |
| ---------------------- | -------------------------------------- | ------------------------------------------------------- | ---------------------- | ---------------------- | ---------------------- | ---------------------- | ---------------------- | ---------------------- | ---------------------- |
| 1.                     | In Your Eyes                           | Steve Mac                                               | 2:48                   |                        |                        |                        |                        |                        |                        |
| 2.                     | We Like to Party                       | Play & Win                                              | 3:50                   |                        |                        |                        |                        |                        |                        |
| 3.                     | More Than Friends (feat. Daddy Yankee) | DJ Frank E                                              | 3:57                   |                        |                        |                        |                        |                        |                        |
| 4.                     | Fall in Love/Lie                       | Vlad Lucan                                              | 3:57                   |                        |                        |                        |                        |                        |                        |
| 5.                     | Shining Star                           | Shermanology, Play & Win                                | 3:00                   |                        |                        |                        |                        |                        |                        |
| 6.                     | Take Me Down to Mexico                 | Emile Ghantous for The Insomniax, and Blackjak          | 4:08                   |                        |                        |                        |                        |                        |                        |
| 7.                     | Famous                                 |                                                         | 3:31                   |                        |                        |                        |                        |                        |                        |
| 8.                     | Take It Off                            | Lucas Secon                                             | 3:31                   |                        |                        |                        |                        |                        |                        |
| 9.                     | Tonight                                | Lucas Secon, DJ Smash                                   | 3:43                   |                        |                        |                        |                        |                        |                        |
| 10.                    | J'Adore                                | Play & Win                                              | 3:16                   |                        |                        |                        |                        |                        |                        |
| 11.                    | Caliente                               | Play & Win                                              | 3:21                   |                        |                        |                        |                        |                        |                        |
| 12.                    | Crazy Sexy Wild                        | Play & Win                                              | 3:06                   |                        |                        |                        |                        |                        |                        |
| 13.                    | INNdiA (feat. Play & Win)              | Play & Win                                              | 3:35                   |                        |                        |                        |                        |                        |                        |
| 14.                    | Ok                                     | Play & Win                                              | 4:19                   |                        |                        |                        |                        |                        |                        |
| 15.                    | Live Your Life                         | Play & Win                                              | 3:09                   |                        |                        |                        |                        |                        |                        |
| 16.                    | Party Never Ends                       | Play & Win, Andy Sherman, Dorothy Sherman, Leon Sherman | 3:18                   |                        |                        |                        |                        |                        |                        |
| 55:07                  |                                        |                                                         |                        |                        |                        |                        |                        |                        |                        |

| Japonais iTunes store edition | Japonais iTunes store edition                   | Japonais iTunes store edition                  | Japonais iTunes store edition | Japonais iTunes store edition | Japonais iTunes store edition | Japonais iTunes store edition | Japonais iTunes store edition | Japonais iTunes store edition | Japonais iTunes store edition |
| No                            | Titre                                           | Producteur(s)                                  | Durée                         |                               |                               |                               |                               |                               |                               |
| ----------------------------- | ----------------------------------------------- | ---------------------------------------------- | ----------------------------- | ----------------------------- | ----------------------------- | ----------------------------- | ----------------------------- | ----------------------------- | ----------------------------- |
| 1.                            | In Your Eyes                                    | Steve Mac                                      | 2:48                          |                               |                               |                               |                               |                               |                               |
| 2.                            | We Like to Party                                | Play & Win                                     | 3:50                          |                               |                               |                               |                               |                               |                               |
| 3.                            | Crazy Sexy Wild                                 | Play & Win                                     | 3:06                          |                               |                               |                               |                               |                               |                               |
| 4.                            | More Than Friends (feat. Daddy Yankee)          | DJ Frank E                                     | 3:57                          |                               |                               |                               |                               |                               |                               |
| 5.                            | Fall in Love/Lie                                | Vlad Lucan                                     | 3:57                          |                               |                               |                               |                               |                               |                               |
| 6.                            | Shining Star                                    | Play & Win, Shermanology                       | 3:00                          |                               |                               |                               |                               |                               |                               |
| 7.                            | Take Me Down to Mexico                          | Emile Ghantous for The Insomniax, and Blackjak | 4:08                          |                               |                               |                               |                               |                               |                               |
| 8.                            | Famous                                          |                                                | 3:31                          |                               |                               |                               |                               |                               |                               |
| 9.                            | Take It Off                                     | Lucas Secon                                    | 3:31                          |                               |                               |                               |                               |                               |                               |
| 10.                           | Tonight                                         | Lucas Secon, DJ Smash                          | 3:43                          |                               |                               |                               |                               |                               |                               |
| 11.                           | J'Adore                                         | Play & Win                                     | 3:16                          |                               |                               |                               |                               |                               |                               |
| 12.                           | Caliente                                        | Play & Win                                     | 3:21                          |                               |                               |                               |                               |                               |                               |
| 13.                           | INNdiA (feat. Play & Win)                       | Play & Win                                     | 3:35                          |                               |                               |                               |                               |                               |                               |
| 14.                           | Ok                                              | Play & Win                                     | 4:19                          |                               |                               |                               |                               |                               |                               |
| 15.                           | Live Your Life                                  | Play & Win                                     | 3:09                          |                               |                               |                               |                               |                               |                               |
| 16.                           | Party Never Ends                                | Play & Win, Shermanology                       | 3:18                          |                               |                               |                               |                               |                               |                               |
| 17.                           | Club Rocker (featuring Flo Rida)                | Play & Win                                     | 3:34                          |                               |                               |                               |                               |                               |                               |
| 18.                           | Crazy Sexy Wild (Willy Sanjuan EMPO Wild Remix) | Play & Win                                     | 6:38                          |                               |                               |                               |                               |                               |                               |
| 19.                           | Ok (Beenie Becker Remix)                        | Play & Win                                     | 5:08                          |                               |                               |                               |                               |                               |                               |
| 70:27                         |                                                 |                                                |                               |                               |                               |                               |                               |                               |                               |

Notes
- "More Than Friends" contient un morceau de "Everybody Fucks" de l'Artiste Cuba-Américain Pitbull
- "Be My Lover" contient un morceau de  "Be My Lover" de La Bouche.
- "Tonight" contient un morceau de "Tonight", de Alexandra Burke dans son second album Heartbreak on Hold.

## Historique des sorties
| Pays     | Date          | Format(s)          | Label             |
| -------- | ------------- | ------------------ | ----------------- |
| Roumanie | 1er mars 2013 | CD, Téléchargement | Roton Romania     |
| Grèce    | 4 mars 2013   | Téléchargement     | Universal Music   |
| Japon    | 20 mars 2013  | Téléchargement     | Warner Japan      |
| Italie   | 23 mars 2013  | Téléchargement     | ???               |
| Turquie  | 23 mars 2013  | Téléchargement     | Yeni Dünya Müzik  |
| Mexique  | 23 mars 2013  | CD, Téléchargement | Empo / +Mas Label |
| Pologne  | 26 mars 2013  | CD, Téléchargement | Universal Music   |
| Japon    | 27 mars 2013  | CD                 | Warner Japan      |